# اویجنیو بواستینوری
اویجنیو بواستینوری (انگلیسی: Eugenio Bustingorri؛ زادهٔ ۲۸ دسامبر ۱۹۶۳) بازیکن فوتبال اهل اسپانیا است.
از باشگاه‌هایی که در آن بازی کرده‌است می‌توان به باشگاه فوتبال اتلتیکو مادرید و باشگاه فوتبال اوساسونا اشاره کرد.
وی همچنین در تیم‌های ملی فوتبال زیر ۱۶ سال اسپانیا، زیر ۲۱ سال اسپانیا، و باسک بازی کرده‌است.